# 戴家松
戴家松（?—?），陝西省興安府石泉縣人，清朝政治人物、同進士出身。
光緒三年（1877年），参加丁丑科殿試，登進士三甲第124名。同年五月，分部學習。